# Grand Large (Frankrijk)
Grand Large is een kunstmatig meertje in de Franse gemeenten Décines-Charpieu en Meyzieu, onderdeel van het Canal de Jonage, een doorsteek van de Rhône.